# Грэм, Джон, 3-й граф Монтроз
Джон Грэм, 3-й граф Монтроз (англ. John Graham, 3rd Earl of Montrose; 1548 — 9 ноября 1608) — шотландский дворянин и пэр, канцлер Сент-Эндрюсского университета (1599—1604). С 1605 по 1606 год — лорд-верховный комиссар парламента Шотландии.

## Семейное происхождение
Посмертный сын Роберта Грэма, мастера Грэма (? — 1547), и Маргарет Флеминг (1536—1586), дочери Малькольма Флеминга, 3-го лорда Флеминга (ок. 1494—1547), и Джанет Стюарт (1502—1562). Его отец был убит в битве при Пинки 10 сентября 1547 года.
Его бабушка по материнской линии, Джанет Флеминг, была дочерью короля Шотландии Якова IV Стюарта.

## Карьера
24 мая 1571 года после смерти своего деда Уильяма Грэма, 2-го графа Монтроза (1492—1571), Джон Грэм унаследовал титулы 3-го графа Монтроза и 5-го лорда Грэма. В марте 1577/1578 года он стал членом Тайного совета Шотландии.
В июле 1584 года граф Монтроз был при королевском дворе в Фолклендском дворце и написал адвокату Патрику Вансу из Барнбарроха с просьбой помочь в судебном деле его друга Патрика Монкура из Монкура.
Английский политик сэр Роберт Сесил отмечал, что граф Монтроз был сторонником графа Хантли в убийстве графа Морея.
Семья Грэмов враждовала с сэром Джоном Сэндилэндсом (? — 1618). Джон Сэндилендс дважды дрался с мастером Монтроза. Шотландский король Яков VI Стюарт заставил Сэндилендса и Монтроза договориться в ноябре 1599 года.
В 1599 году граф Монтроз был назначен лордом-канцлером Шотландии (1599—1604), а в 1605 году стал лордом-верховным комиссаром парламента Шотландии (1605—1606). Вскоре после этого, когда он беседовал в Холирудском дворце с королевой Анной Датской в ее покоях, их прервал Джеймс Форман, эдинбургский бургомистр, который жаловался на различные политические меры и налог на вино, критиковал контролера Дэвида Мюррея и короля. Примерно в то же время одежда канцлера и немного серебра были украдены из его дома и позднее проданы.
После того как Яков VI Стюарт отправился в Англию в 1603 году, чтобы вступить на английский королевский престол, граф Монтроз писал ему 10 и 13 мая об королеве Анне Датской. Она отправилась в замок Стерлинг, чтобы забрать своего сына принца Генриха без разрешения. Монтроз также организовал и оплатил проживание в доме Джона Кинлоха нескольких английских дам, приехавших на встречу с Анной Датской.

## Брак и дети
В 1563 году Джон Грэм женился на Джин Драммонд (? — март 1597/1598), дочери Дэвида Драммонда, лорда Драммонда (1515/1517 — 1571), и Лилиас Рутвен. Их дети:
- Джон Грэм, 4-й граф Монтроз (1573 — 14 ноября 1626), старший сын и преемник отца
- Уильям Грэм из Брако, который женился на (1-й брак) Мэри Кейт, дочери Уильяма Кейта, магистра Маришаля, и на (2-й брак) Мэри Каннингем, дочери сэра Джеймса Эдмонстона из Дантрита и вдове Джона Каннингема из Каннингемхеда.
- Роберт Грэм из Скотстона, женился на Энн Линдси, дочери Александра Линдси, 1-го лорда Спини (? — 1607), и Джин Лайон, дочери Джона Лайона, 8-го лорда Гламиса (? — 1578).
- Лилиас Грэм, которая вышла замуж за Джона Флеминга, 1-го графа Уигтауна (ок. 1566—1619).